# いつだってやめられる 10人の怒れる教授たち
『いつだってやめられる 10人の怒れる教授たち』（いつだってやめられる じゅうにんのいかれるきょうじゅたち、原題:Smetto quando voglio: Masterclass）は、2017年のイタリアのコメディ映画。
監督はシドニー・シビリア、出演はエドアルド・レオとグレタ・スカラーノなど。
イタリアの社会派コメディ『いつだってやめられる』シリーズ第2作で、前作『いつだってやめられる 7人の危ない教授たち』（2014年）の大ヒットを受けて3年後に作られた続編2部作の前編である。
イタリア映画祭2017で上映された際の日本語タイトルは『いつだってやめられる-マスタークラス』。

## ストーリー
神経生物学者のピエトロ・ズィンニは予算削減のあおりを受けて大学を追われ、生活のために合法ドラッグを製造・販売し、収監されていた。
その経歴に目をつけたコレッティ警部は、ピエトロの犯罪グループを再結集させ、犯罪歴の抹消と引き換えに合法ドラッグの撲滅を持ちかける。
新たなメンバー3人を加え、10人となったピエトロらのグループは次々とミッションをこなし、当初の契約通りに30種のドラッグの撲滅に成功する。
ところが大物「SOPOX」だけは製造者はおろか、成分すらわからないままだった。
そこでコレッティ警部は契約を一方的に破棄し、31種目としてSOPOXの撲滅をピエトロらに命じる。
ピエトロは強く反発するが、他のメンバーは元の生活に戻るくらいなら、世の中の役に立ちたいと主張し、ピエトロらはSOPOX撲滅のミッションに挑むことになる。
ピエトロらとの約束を破り、薬物に手を出してしまったアルベルトはグループを追い出されそうになるが、逆に薬物の影響でSOPOXの成分が何であるかひらめく。
そしてその成分がピルから抽出できることから、大量のピルが狙われると判断し、ピルを追跡することになる。
ところが、そこに謎の敵が現れ、ピルを強奪していく。
ピエトロらはコレッティ警部の制止を無視して謎の敵を追跡し、SOPOXの製造場所を突き止めるが、そこはもぬけの殻だった。
一方、警察ではフリージャーナリストが書いたブログ記事をきっかけに、コレッティ警部がピエトロらを捜査に利用していたことが問題視される。
警察の体面を保つため、コレッティ警部はピエトロらとの関係を否定せざるをえなくなる。
こうして、警察との関係をなかったことにされたピエトロらはSOPOXの製造・販売の濡れ衣を着せられ、逮捕・収監される。
そんな中、ピエトロはSOPOXの名前から謎の敵が神経ガスによるテロを計画していることに気づく。

## キャスト
ピエトロ・ズィンニ
演 - エドアルド・レオ
神経生物学者。生活のために学者仲間と合法ドラッグを製造・販売し、収監されている。
コレッティ警部に持ち掛けられた取引に応じ、再集結させた仲間たちとドラッグの摘発を行う。
パオラ・コレッティ
演 - グレタ・スカラーノ
女性警部。市内に蔓延するドラッグの摘発に心血を注ぐ。
合法であるがゆえに表立って行動できない警察に苦悩し、非公式にズィンニたちのグループを援助する。
アルベルト・ペトレッリ
演 - ステファノ・フレージ
計算化学者。ズィンニの右腕。
ドラッグの成分分析に長けるが、その効果を自分の体で試し、薬物依存症となる。
- マッティア・アルジェリ: ヴァレリオ・アプレア（イタリア語版） - 解釈論的記号学者。
- アルトゥーロ・フランティーニ: パオロ・カラブレージ（イタリア語版） - 古典考古学者。古代ローマの都市設計の専門家。
- バルトロメオ・ボネッリ: リベロ・デ・リエンツォ（イタリア語版） - 動学マクロ経済学者。ギャンブル依存症。
- ジョルジョ・シローニ: ロレンツォ・ラヴィア（イタリア語版） - ラテン碑銘学者。
- アンドレア・デ・サンクティス: ピエトロ・セルモンティ - 文化人類学者。概念的カモフラージュの専門家。
- ジュリオ・ボッレ: マルコ・ボニーニ（イタリア語版） - 理論解剖学者。武闘派。新メンバー。
- ヴィットリオ: ロザリオ・リスマ - 教会法学者。弁護士。新メンバー。
- ルーチョ・ナポリ: ジャンパオロ・モレッリ（イタリア語版） - メカトロニクスエンジニア。新メンバー。
- ヴァルテル・メルクリオ: ルイジ・ロ・カーショ - 工業化学者。謎の敵。
- ジュリア: ヴァレリア・ソラリーノ（イタリア語版） - ズィンニの妻。妊娠中。ソーシャルワーカー。
- ガラトロ警視: フランチェスコ・アクアローリ（イタリア語版） - コレッティ警部の上司。

## 製作
シドニー・シビリア監督によれば、主人公たちがナチスの車両を走らせるシーンには監督が好きな映画『インディ・ジョーンズ』にもある同様のシーンのパロディという意味を込めており、撮影では1939年にナチスが実際に使っていた車両を使っている。

## 作品の評価
第63回ダヴィッド・ディ・ドナテッロ賞で続編の『いつだってやめられる 闘う名誉教授たち』と合わせてプロデューサー賞にノミネートされたが受賞はならなかった。
第72回ナストロ・ダルジェント賞では主演女優賞（グレタ・スカラーノ ※『La verità sta in cielo』での演技と合わせて）、美術賞、衣裳賞の3部門でノミネートされるが、いずれも受賞はならなかった。